# Hersilia kerekot
Hersilia kerekot är en spindelart som beskrevs av Cristina A. Rheims och Antonio D. Brescovit 2004. Hersilia kerekot ingår i släktet Hersilia och familjen Hersiliidae. Inga underarter finns listade i Catalogue of Life.